# Беша (район Михайлівці)
Беша (словац. Beša) — село, громада в окрузі Михайлівці, Кошицький край, Словаччина. Село розташоване на висоті 107 м над рівнем моря. Вперше згадується в 1260 році. В селі є футбольне поле. Найближча залізнична станція розташована за 6 км — в селі Вожани.

## Населення
| Рік:            | 1994. | 2004.   | 2014.   | 2024. |
| --------------- | ----- | ------- | ------- | ----- |
| Кількість осіб: | 393   | 372     | 363     | 363   |
| Різниця:        |       | -5,34 % | -2,41 % | +0 %  |

| Рік:            | 2023. | 2024.   |
| --------------- | ----- | ------- |
| Кількість осіб: | 362   | 363     |
| Різниця:        |       | +0,27 % |